# Purcsin
A purcsin a szőlőfélék (Vitaceae) családjába, a  bortermő szőlőkhöz (Vitis vinifera) tartozó valószínűsíthetően magyar eredetű szőlőfajta. 

## Jellemzői
A nagy filoxéra járványt követően szinte teljesen eltűnt borvidékeinkről. Ezt megelőzően Tokaj-Hegyalján, az Érmelléken, Nagyvárad környékén, valamint a Mátraalján volt elterjedt. A purcsin fajtát egy 17. századi forrás (1655) említi először, elsősorban Tokaj-Hegyaljával összefüggésben. A hegyaljai mezővárosok 19. századi jelentéseiben egyaránt megtaláljuk a javasolt és a kirekesztendő szőlőfajták között. A purcsin vörös aszúbor készítésére is alkalmas.